# 2022 en basket-ball
| Années du basket-ball : 2019 - 2020 - 2021 - 2022 - 2023 - 2024 - 2025    |
| Décennies du basket-ball : 1990 - 2000 - 2010 - 2020 - 2030 - 2040 - 2050 |

Les faits marquants de l'année 2022 en basket-ball.

## Événements

### Mars
- 13 mars : Limbourg remporte son 1er titre en coupe de Belgique[1].

### Septembre
- 1er au 18 septembre : Championnat d'Europe de basket-ball 2022.
- 22 septembre au 1er octobre : 19ᵉ édition de la Coupe du monde féminine de basket-ball.

### Octobre
- 22 septembre au 1er octobre : 19ᵉ édition de la Coupe du monde féminine de basket-ball.

### Novembre
- Du 16 au 27 : les tournois masculin et féminin des Championnats du monde de basket-ball en fauteuil roulant, qui devaient se dérouler à Dubaï (Émirats arabes unis), sont reportés en raison de la tenue de la Coupe du monde de football 2022 au Qatar voisin.

## Palmarès des sélections nationales

### Basket-ball à 5
| Lieu                    | Compétition                                  | Médaille d'or, Coupe du Monde | Médaille d'argent, Coupe du Monde | Médaille de bronze, Coupe du Monde |
| Compétitions masculines | Compétitions masculines                      | Compétitions masculines       | Compétitions masculines           | Compétitions masculines            |
| ----------------------- | -------------------------------------------- | ----------------------------- | --------------------------------- | ---------------------------------- |
| /                       | Championnat d’Europe                         | Espagne                       | France                            | Allemagne                          |
|                         | Championnat du monde de basket fauteuil      | Reporté en 2023               | Reporté en 2023                   | Reporté en 2023                    |
|                         | Coupe du monde U17                           | États-Unis                    | Espagne                           | France                             |
|                         | Championnat du monde U22 de basket fauteuil  | Japon                         | Turquie                           | Espagne                            |
|                         | Championnat des Amériques de basket fauteuil | États-Unis                    | Argentine                         | Canada                             |
|                         | Championnat d’Europe U20                     | Espagne                       | Lituanie                          | Monténégro                         |
|                         | Championnat d’Europe U18                     |                               |                                   |                                    |
|                         | Championnat d’Europe U16                     |                               |                                   |                                    |
| Compétitions féminines  |                                              |                               |                                   |                                    |
|                         | Coupe du monde                               | États-Unis                    | Chine                             | Australie                          |
|                         | Championnat du monde de basket fauteuil      | Reporté en 2023               | Reporté en 2023                   | Reporté en 2023                    |
|                         | Coupe du monde U17                           | États-Unis                    | Espagne                           | France                             |
|                         | Championnat des Amériques de basket fauteuil | Canada                        | États-Unis                        | Brésil                             |
|                         | Championnat d’Europe U20                     | Espagne                       | République tchèque                | Italie                             |
|                         | Championnat d’Europe U18                     | Lituanie                      | Espagne                           | France                             |
|                         | Championnat d’Europe U16                     | France                        | Espagne                           | Croatie                            |

### Basket-ball à 3
| Lieu                    | Compétition             | Médaille d'or, Coupe du Monde | Médaille d'argent, Coupe du Monde | Médaille de bronze, Coupe du Monde |
| Compétitions masculines | Compétitions masculines | Compétitions masculines       | Compétitions masculines           | Compétitions masculines            |
| ----------------------- | ----------------------- | ----------------------------- | --------------------------------- | ---------------------------------- |
|                         | Coupe du monde          | Serbie                        | Lituanie                          | France                             |
|                         | Jeux méditerranéens     | France                        | Serbie                            | Espagne                            |
| Compétitions féminines  |                         |                               |                                   |                                    |
|                         | Coupe du monde          | France                        | Canada                            | Chine                              |
|                         | Jeux méditerranéens     | Espagne                       | France                            | Italie                             |

## Palmarès des clubs

### Compétitions masculines
| Pays                         | Compétition                  | Vainqueur                    | Finaliste                    | Résultat                     |
| Compétitions internationales | Compétitions internationales | Compétitions internationales | Compétitions internationales | Compétitions internationales |
| ---------------------------- | ---------------------------- | ---------------------------- | ---------------------------- | ---------------------------- |
|                              | Euroligue (C1)               | Anadolu Efes Istanbul        | Real Madrid                  | 58–57                        |
|                              | EuroCoupe (C2)               | Virtus Bologne               | Bursaspor                    | 80–67                        |
|                              | Ligue des champions (C3)     | CB Lenovo Tenerife           | BAXI Manresa                 | 98–87                        |
|                              | FIBA EuropeCup (C4)          | Bahçeşehir Koleji SK         | Unahotels Reggio Emilia      | 162–143 (72-69*, 90*-74)     |

### Compétitions féminines

#### Compétitions continentales
| Zone   | Compétition    | Vainqueur            | Finaliste           | Résultat |
| ------ | -------------- | -------------------- | ------------------- | -------- |
| Europe | Euroligue (C1) | Sopron Basket        | Fenerbahçe İstanbul | 60–55    |
| Europe | Eurocoupe (C2) | Tango Bourges Basket | Reyer Venise-Mestre | 74–38    |
| Europe | Supercoupe     | Tango Bourges Basket | Sopron Basket       | *65–44   |

#### Compétitions régionales
| Zone              | Compétition      | Vainqueur          | Finaliste              | Résultat |
| ----------------- | ---------------- | ------------------ | ---------------------- | -------- |
| Pays baltes       | Ligue baltique   | TTT Riga           | Kibirkštis Vilnius     | 68–62    |
| Europe de l'Est   | EWBL             | BK Žabiny Brno     | Piešťanské Čajky       | 57–51    |
| Europe du Sud-Est | Ligue adriatique | ŽKK Cinkarna Celje | KK Budućnost Podgorica | 58–51    |

#### Compétitions nationales
| Pays     | Compétition                       | Vainqueur                                                                       | Finaliste                                                                       | Résultat                                                                        |
| Europe   | Europe                            | Europe                                                                          | Europe                                                                          | Europe                                                                          |
| -------- | --------------------------------- | ------------------------------------------------------------------------------- | ------------------------------------------------------------------------------- | ------------------------------------------------------------------------------- |
|          | Championnat d’Albanie             | BC Flamurtari Vlorë (en)                                                        | BK Partizani Tirana                                                             | [3–0]                                                                           |
|          | Championnat d’Arménie             | Erevan Basket                                                                   | Hatis Erevan                                                                    | [2–1]                                                                           |
|          | Championnat d’Allemagne           | Eisvögel USC Fribourg                                                           | Lions de Rhénanie Bergisch Gladbach                                             | [3–1]                                                                           |
|          | Championnat d’Autriche            | BK Duchess Klosterneuburg (de)                                                  | Vienna United PSV                                                               | [3–0]                                                                           |
|          | Championnat de Belgique           | Royal Castors Braine                                                            | Kangoeroes Basket Mechelen                                                      | [2–1]                                                                           |
|          | Championnat de Biélorussie        | Horizont Minsk                                                                  | Olimpia Grodno                                                                  | [3–0]                                                                           |
|          | Championnat de Bosnie-Herzégovine | ŽKK Play Off Sarajevo                                                           | ŽKK Orlovi Banja Luka (sr)                                                      | [3–2]                                                                           |
|          | Championnat de Bulgarie           | BK Beroe Stara Zagora                                                           | BK Montana 2003 (bg)                                                            | 63–60                                                                           |
|          | Championnat de Chypre             | Anayénnisi Yermasóyias (el)                                                     | AEL Limassol                                                                    | [3–2]                                                                           |
|          | Championnat de Croatie            | PGM Ragusa Dubrovnik                                                            | ŽKK Plamen Požege                                                               | [3–2]                                                                           |
|          | Championnat du Danemark           | AKS Falcon Copenhague                                                           | SISU Copenhague                                                                 | [3–0]                                                                           |
|          | Liga Femenina de Baloncesto       | CB Avenida Salamanque                                                           | Valence BC                                                                      | [2–0]                                                                           |
|          | Championnat d’Estonie             | TalTech Tallinn                                                                 | Tallinna Ülikooli KK                                                            | [3–0]                                                                           |
|          | Championnat de Finlande           | Kotka Peli-Karhut                                                               | Kouvottaret Kouvola (fi)                                                        | [3–1]                                                                           |
|          | Ligue féminine de basket          | Tango Bourges Basket                                                            | Lyon ASVEL féminin                                                              | [3–0]                                                                           |
|          | Championnat de Grèce              | Olympiakós Le Pirée                                                             | Panathinaïkós Athènes                                                           | [4–2]                                                                           |
|          | Championnat de Hongrie            | Sopron Basket                                                                   | KSC Szekszárd                                                                   | [3–0]                                                                           |
|          | Championnat d’Irlande             | Glanmire BC                                                                     | Brunell BC Cork                                                                 | 82–68                                                                           |
|          | Championnat d’Islande             | Ungmennafélag Njarðvíkur (en)                                                   | Haukar Hafnarfjörður (en)                                                       | [3–2]                                                                           |
|          | Championnat d’Israël              | Elitzur Ramla                                                                   | Maccabi Bnot Ashdod                                                             | [3–2]                                                                           |
|          | LegA Basket Femminile             | Famila Schio                                                                    | Virtus Bologne                                                                  | [3–1]                                                                           |
|          | Championnat du Kosovo             | KB Penza Peja                                                                   | KBF Priština                                                                    | [3–1]                                                                           |
|          | LSBL Championships                | TTT Riga                                                                        | Université Stradiņš de Riga                                                     | 75–64                                                                           |
|          | LMKL                              | Kibirkštis Vilnius                                                              | Klaipėdos Neptūnas                                                              | [3–0]                                                                           |
|          | Championnat du Luxembourg         | T71 Dudelange                                                                   | BBC Résidence Walferdange (en)                                                  | [2–0]                                                                           |
|          | Championnat de Malte              | Caffè MOAK Luxol                                                                | Hibernians BC Paola                                                             | [3–1]                                                                           |
|          | Championnat de Macédoine du Nord  | ŽKK Badel 1862 Skopje                                                           | ŽKK Basket Kam Makedonska Kamenica                                              | [3–1]                                                                           |
|          | PrvA League                       | KK Budućnost Podgorica                                                          | ZKK Podgorica                                                                   | [2–0]                                                                           |
|          | Championnat de Norvège            | Bærum Basket Sandvika                                                           | Ulriken Eagles Bergen                                                           | 63–59                                                                           |
|          | Championnat des Pays-Bas          | BV Den Helder (en)                                                              | Grasshoppers Katwijk (en)                                                       | [3–1]                                                                           |
|          | Basket Liga Kobiet                | CCC Polkowice                                                                   | AZS UMCS Lublin                                                                 | [3–0]                                                                           |
|          | Championnat du Portugal           | Benfica Lisbonne                                                                | CB Sportiva Ponta Delgada (pt)                                                  | [2–1]                                                                           |
|          | Championnat de Roumanie           | ACS Sepsi SIC Sfântu Gheorghe (en)                                              | FCC Baschet UAV Arad                                                            | [3–2]                                                                           |
|          | WBBL                              | Lions de Londres                                                                | Suns de Sevenoaks (en)                                                          | 70–45                                                                           |
|          | Superligue                        | Dynamo Koursk                                                                   | UMMC Iekaterinbourg                                                             | [3–1]                                                                           |
|          | Championnat de Slovaquie          | Piešťanské Čajky                                                                | MBK Ružomberok                                                                  | [3–1]                                                                           |
|          | Championnat de Slovénie           | ŽKK Celje                                                                       | KK Triglav Kranj                                                                | [3–0]                                                                           |
|          | A League                          | Étoile rouge de Belgrade                                                        | Art Basket Belgrade                                                             | [3–0]                                                                           |
|          | Damligan                          | Norrköping Dolphins                                                             | Luleå BBK                                                                       | [3–1]                                                                           |
|          | Championnat de Suisse             | Elfic Fribourg Basket                                                           | Nyon Basket Féminin                                                             | [3–2]                                                                           |
|          | Championnat de Tchéquie           | USK Prague                                                                      | BK Žabiny Brno                                                                  | [3–0]                                                                           |
|          | TBBL                              | Fenerbahçe İstanbul                                                             | ÇBK Mersin                                                                      | [3–0]                                                                           |
|          | Superligue                        | Compétition arrêtée en raison de l’invasion de l'Ukraine par la Russie en 2022. | Compétition arrêtée en raison de l’invasion de l'Ukraine par la Russie en 2022. | Compétition arrêtée en raison de l’invasion de l'Ukraine par la Russie en 2022. |
| Amérique |                                   |                                                                                 |                                                                                 |                                                                                 |
|          | WNBA                              | Aces de Las Vegas                                                               | Sun du Connecticut                                                              | [3–1]                                                                           |
|          | NCAA                              | Gamecocks de la Caroline du Sud                                                 | Huskies de l'UConn                                                              | 64–49                                                                           |
| Asie     |                                   |                                                                                 |                                                                                 |                                                                                 |
|          | WCBA                              | Mongolie-Intérieure Hohhot                                                      | Sichuan Blue Wales Chengdu                                                      | [2–0]                                                                           |
|          | WKBL                              | KB Stars Cheongju                                                               | Asan Woori Bank Chuncheon (en)                                                  | [3–0]                                                                           |
| Océanie  |                                   |                                                                                 |                                                                                 |                                                                                 |
|          | WNBL                              | Boomers de Melbourne                                                            | Lynx de Perth                                                                   | [2–1]                                                                           |

### Compétitions handibasket
| Zone                         | Compétition                  | Vainqueur                    | Finaliste                    | Résultat                     |
| Compétitions internationales | Compétitions internationales | Compétitions internationales | Compétitions internationales | Compétitions internationales |
| ---------------------------- | ---------------------------- | ---------------------------- | ---------------------------- | ---------------------------- |
| Europe                       | Champions Cup                | BSR Amiab Albacete           | CD Ilunion Madrid            | 78–64                        |
| Europe                       | EuroCup 1                    | BSR ACE Gran Canaria         | Ilan Ramat Gan               | 81–46                        |
| Europe                       | EuroCup 2                    | Red Dragon's Metz HS         | Aigles du Puy-en-Velay       | 74–54                        |
| Compétitions nationales      |                              |                              |                              |                              |
|                              | RBBL 1                       | RSV Lahn-Dill                | RSB Thüringia Bulls          | [2–0]                        |
|                              | Nationale A (NA)             | Red Dragon's Metz HS         | CS Meaux BF                  | 84–65                        |
|                              | Coupe de France              | Red Dragon's Metz HS         | Hornets Le Cannet            | 71–56                        |